# AVLIS

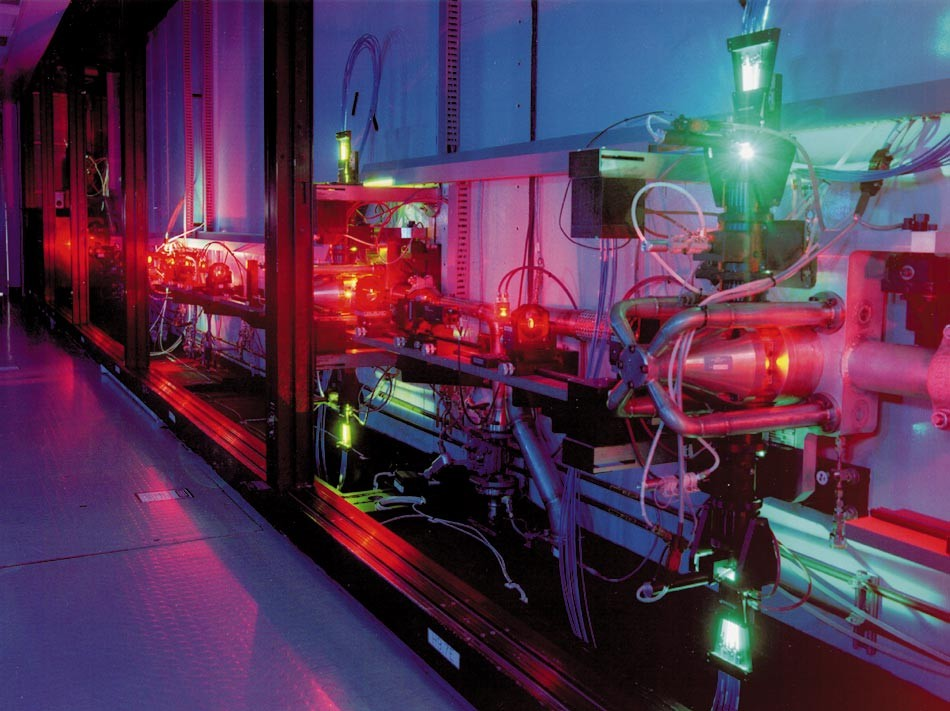
AVLIS-Experiment am Lawrence Livermore National Laboratory

AVLIS (Atomic Vapour Laser Isotope Separation) ist die Abkürzung für ein Verfahren zur Isotopentrennung mit Lasern, bei dem Isotope zunächst in atomarer Form in die Dampfphase übergehen.
Bei der Nutzung der Kernenergie von Uran (Uran-Anreicherung) wird das Verfahren zur Anreicherung des thermisch spaltbaren 235U-Isotops verwendet. Eine andere Art der Laseranreicherung ist das molekulare Verfahren (siehe MLIS). Beide Verfahren haben jedoch keine großtechnische Bedeutung erlangt.
Das Grundprinzip des AVLIS-Verfahrens besteht darin, dass die Atome eines Isotopengemisches (z. B. Uranisotope) selektiv ionisiert werden. Nach der Ionisation eines Isotops (235U) kann es von den nicht ionisierten Atomen des anderen Isotops (238U) durch Beschleunigung in einem elektrischen Feld getrennt werden. Das Verfahren wurde ursprünglich im Lawrence Livermore National Laboratory (USA) entwickelt. Eine ähnliche, in Frankreich verfolgte Variante trägt die Bezeichnung SILVA (Séparation Isotopique par Laser de la Vapeur Atomique d'Uranium). 
Bei Atomen mit höheren Massenzahlen führen Wechselwirkungen zwischen den Valenzelektronen zu vielfältigen Aufspaltungen der Energieniveaus und machen das Termschema sehr unübersichtlich. Uran besitzt sechs Valenzelektronen. Entsprechend komplex ist das Termschema mit bis heute etwa 900 identifizierten Niveaus.
Bei dem in Livermore entwickelten Lasertrennverfahren wird Uran zunächst in einem Ofen bei 2500 K verdampft. Das im Dampf vorhandene atomare 235U wird mit einem Laserlichtbündel ins Kontinuum angeregt, das speziell auf die Wellenlängen vom 235U-Spektrums abgestimmt ist. Das 235U gibt dabei ein Elektron ab und kann als Ion auf einem negativ vorgespannten metallischen Auffänger abgesaugt werden. Die Isotopieverschiebung zwischen 235U und 238U resultiert aus der unterschiedlichen Größe der beiden Kerne und beträgt etwa 0,005 nm bei einer Wellenlänge von 600 nm. Die Abstimmung der Laser muss daher sehr präzise und konstant sein.
Apparativ besteht das Verfahren aus einem Lasersystem und einem Separatorsystem. Das Lasersystem enthält die, auf die gewünschte Frequenz, abstimmbaren Farbstofflaser, die mit Kupferdampflasern gepumpt werden. Das Separatorsystem besteht aus dem Verdampferofen und den Kollektoren. Im Verdampferofen wird das metallische Uran in die Dampfphase überführt, auf den Kollektoren schlägt sich das positiv geladenen 235U-Ionen nieder.
Besonders kritisch muss die Dampfdichte in dem fächerförmigen Atomstrahl überwacht werden, der den Ofen verlässt, da die Anregungsenergie und auch die Ionenladung leicht durch Stöße von einem Atom auf ein anderes übertragen werden können, was den Trenneffekt beeinträchtigt. Die Urandampfdichte sollte daher einen Wert von etwa 1013/cm³ nicht überschreiten. Die Dichtebeschränkung aufgrund des Ladungsaustauschs kann reduziert werden, wenn die Ionen mit einem starken, elektrischen Feld aus der Wechselwirkungszone extrahiert werden. Eine weitere Schwierigkeit ergibt sich durch die thermische Ionisation von Uran im heißen Ofen. Falls nur ein Bruchteil von 0,1 % des 238U ionisiert ist, kann das 235U/238U-Verhältnis im Endprodukt den Wert 5 nicht überschreiten, selbst wenn man 70 % des 235U ionisiert.